# Stadio Ciro Vigorito
Lo stadio Ciro Vigorito è uno stadio ubicato nella città italiana di Benevento.
Inaugurato il 9 settembre 1979 con la denominazione di Stadio Santa Colomba, è, in termini di capienza, la maggiore arena scoperta della città d'appartenenza e la quarta della regione Campania dopo il  Diego Armando Maradona  di Napoli, l'Arechi di Salerno e il Partenio di Avellino. Dal 2 novembre 2010 è intitolato alla memoria di Ciro Vigorito, storico dirigente del calcio beneventano.
Ospita le gare interne del Benevento, maggior club calcistico cittadino.

## Storia
Al principio degli anni 1970 l'obsolescenza e la scarsa capienza dello stadio Gennaro Meomartini indusse l'amministrazione comunale di Benevento a concepire il progetto di costruzione di una nuova arena scoperta per il gioco del calcio in via Santa Colomba, sulla riva sinistra del fiume Sabato.
Il progetto iniziale venne presentato nel 1972 e i lavori furono appaltati all’impresa Parasiliti di Catania. A essa subentrò poi la ditta del cavaliere Costantino Rozzi, presidente dell'Ascoli, che rivide il progetto; tale avvicendamento (accompagnato da un momentaneo stop al cantiere) fece sì che i lavori si protraessero per circa sette anni.
L'impianto venne completato nel 1979 e inaugurato il 9 settembre di quell'anno con la disputa di un'amichevole tra il Benevento e l'Ascoli, terminata 1-1: a segnare il primo gol nell'impianto fu il libero giallorosso Paolo Saviano.
La capienza dell'impianto (sviluppato su due anelli, uno superiore scoperto composto da 22 gradini, uno inferiore coperto composto da 9 gradini) inizialmente si attestava a 25 000 posti (all'occorrenza ampliabili a 30 000), dei quali 2 500 in tribuna dotati di seduta indipendente.
All'inizio degli anni 1990, per motivi di ordine pubblico e sicurezza, la commissione provinciale sui pubblici spettacoli subordinò l'agibilità del Santa Colomba a una riduzione della capienza effettiva: si provvide pertanto a rimuovere metà dei posti della tribuna (il numero delle poltroncine scese a 1 300). In un secondo momento vennero realizzate alcune vie di fuga dagli spalti verso il terreno di gioco e vennero ulteriormente ridefiniti gli spazi per gli spettatori, decurtando la capienza a 20 000 unità.
Nell'estate 2006, in conformità ai dettami del cosiddetto Decreto Pisanu per la sicurezza e l'ordine pubblico negli stadi, la capienza venne ulteriormente ridotta a 7 000 unità, previa chiusura del settore curva nord.
Due anni dopo, esaudendo le richieste del management del Benevento Calcio, il comune ha provveduto a risanare completamente il terreno di gioco dell'arena (con bonifica e rizollatura del prato), ad implementare nuove panchine con struttura seminterrata, ad ampliare la palestra interna allo stadio e ad aprire un nuovo tunnel di collegamento tra spogliatoi e campo. Sugli spalti è stata quindi praticata la sostituzione delle poltroncine nella tribuna superiore, l'installazione di nuove sedute indipendenti in alcuni spicchi della tribuna inferiore e dei distinti superiori. L'intervento è stato completato dall'apertura di nuove biglietterie e dalla messa in opera di 26 telecamere a circuito chiuso.
Tra il 2009 e il 2010 si è provveduto a ristrutturare la tribuna stampa, ricavando una postazione per il personale del Gruppo Operativo Sicurezza, e a studiare nuovi percorsi per il prefiltraggio del pubblico in fase di afflusso agli spalti. Il 2 novembre 2010 lo stadio cambiò denominazione, onde commemorare la scomparsa di Ciro Vigorito, amministratore delegato del Benevento Calcio e presidente del settore giovanile sannita.
Tra gennaio e febbraio 2011 gli ingressi sono stati dotati di tornelli, i quali sono entrati in funzione in occasione della partita di campionato del 13 febbraio 2011 contro il Viareggio; sempre nello stesso anno tutti i settori degli spalti sono stati ritinteggiati nei colori giallorossi propri del calcio beneventano. Cinque anni dopo l'omologazione della capienza è stata provvisoriamente riportata a 12.847 unità.
A seguito della promozione in Serie B ottenuta dai sanniti nel 2016, lo stadio è stato fatto oggetto di un più radicale intervento di ammodernamento. In occasione dei playoff promozione dei campionati di Lega Pro 2015-2016 e Serie B 2016-2017, sono stati resi inizialmente agibili ulteriori 1 287 posti (332 in tribuna, 747 in curva e 208 nei distinti). Un ulteriore aumento straordinario di capienza, previa riapertura dei settori dismessi in curva nord e tribuna laterale, ha poi consentito di aggiungere altri 2 887 posti (1 142 in curva nord, 448 in tribuna laterale, 332 in tribuna inferiore, 138 nei distinti inferiori, 70 nei distinti superiori, 410 in curva sud superiore e 337 in curva sud inferiore), portando l'agibilità a 15 464 spettatori totali.
Il 21 giugno 2017 il Benevento, all'atto del rinnovo della concessione ventennale per l'uso dell'impianto, ha siglato con il comune un accordo per adeguare ulteriormente lo stadio agli standard della Serie A: è stata realizzata ex novo una stradina pedonale atta ad agevolare il transito dei tifosi (segnatamente da e per i settori curva sud, distinti e curva nord locali), sono stati raddoppiati gli accessi alla curva nord e sono stati aperti altri tre varchi per curva sud e distinti. I gradini della curva nord sono stati completamente risanati. L'impianto di illuminazione è stato integrato con 27 nuovi proiettori, grazie ai quali si è raggiunta la quota regolamentare di 1730 lumen. Come da nuovo regolamento, sono state installate 18 telecamere ad alta risoluzione puntate sul campo (onde implementare la strumentazione VAR) ed è stata potenziata la cabina degli operatori GOS. Gli spazi sugli spalti sono stati rivisti: la tribuna centrale è stata dotata di nuove poltrone, passando da 242 posti a 353 posti. L'anello superiore degli spalti è stato integralmente riseggiolato, contando 2 497 posti a sedere contro gli iniziali 1 799, mentre l'anello inferiore è stato portato dalle vecchie 1 488 sedute a 1 742 (previa eliminazione di vari ostacoli visivi che potevano limitarne la fruibilità al pubblico). Per quanto concerne gli spazi interni, sono stati ristrutturati gli spogliatoi, mentre la sala stampa è stata ricollocata e dotata di opportuni ausili. Il manto erboso è stato rizollato e dotato di migliori sistemi di drenaggio e di un impianto di riscaldamento da usarsi nei mesi più freddi.
Il 10 luglio 2017 la commissione di vigilanza sui pubblici spettacoli ha approvato il progetto, grazie al quale la capienza è stata portata provvisoriamente a 16 867 posti (onde collimare con gli standard del massimo campionato). In attesa di ulteriori lavori si prevede che la struttura possa arrivare a contenere circa 18 000/20 000 posti tutti a sedere.
Nei mesi di giugno e luglio 2019 in occasione dello svolgimento della XXX Universiade, è stato riaperto il parcheggio antistante i Distinti e Curva Sud tramite la realizzazione di un'arteria viaria per il transito degli autoveicoli da e per il medesimo parcheggio. Altri lavori hanno interessato tutti i settori dello stadio, che sono stati dotati di apposite sedute con schienale; inoltre, è stata rinnovata la cabina per l'energia elettrica dell'impianto e sono stati dotati di impianto di climatizzazione gli spogliatoi.

## Caratteristiche tecniche
La struttura dello stadio è intelaiata, formata da un pilastro a forma di ipsilon precompresso, con una trave su cui vengono appoggiati i gradini. Tecnicamente si definisce "monolitica" in quanto vi sono dei pezzi di struttura costruiti a parte e che poi, messi insieme, formano una sola struttura. Inoltre è presente una pensilina per la tribuna che è incernierata, retta da un puntone incastrato alla sommità della trave.
Gli spogliatoi sono molto ampi, con numero di servizi e docce superiori a quelli regolamentari.
Durante la costruzione ci furono dei problemi a causa di una falda d'acqua che allagava il sottopassaggio che dagli spogliatoi consente l'accesso in campo degli atleti. Il tutto fu superato con una impermeabilizzazione fatta da una ditta specializzata. Il drenaggio del campo avviene con la raccolta d'acqua fatta da una serie di tubi e scalata nel fossato dove, per mezzo di una rete fognante, arriva nello scarico all'esterno dello stadio.
Ci sono, altresì, 18 bocche chiamate "vomitori" per far defluire il pubblico in un tempo breve.
Le ditte che contribuirono alla realizzazione furono Clemente (per il fondo campo), Perifano (per il ferro), Carrino (per i vetri), Di Girolamo di Avellino (per la recinzione esterna), Verico di Avellino (per l'impianto di termoventilazione), Agostini di Ascoli Piceno (per l'impianto elettrico) e De Lucia (impianto di diffusione sonora).
Lo stadio "Ciro Vigorito" è attrezzato anche per ospitare le cosiddette gare in notturna. L'impianto di illuminazione, però, è stato inaugurato soltanto il 30 agosto 1992 (partita di Coppa Italia: Benevento-Casale Bonito) a seguito di un lunghissimo contenzioso tra la ditta Fratelli Verde, appaltatrice dell'opera, e il Comune.

## Struttura
Lo stadio è concepito per la pratica del gioco del calcio. Gli spalti, suddivisi su due anelli sovrapposti, affacciano direttamente sul perimetro di gioco e sono capaci di accogliere fino a 16.867 spettatori (tutti a sedere in posti numerati). Questa la suddivisione dei settori a seguito della ristrutturazione del 2017:
- Tribuna superiore: 2 566 posti
- Tribuna inferiore: 1 710 posti
- Distinti: 4 795 posti
- Curva sud: 4 306 posti
- Curva nord Locali: 1 827 posti
- Curva nord Ospiti: 1 663 posti

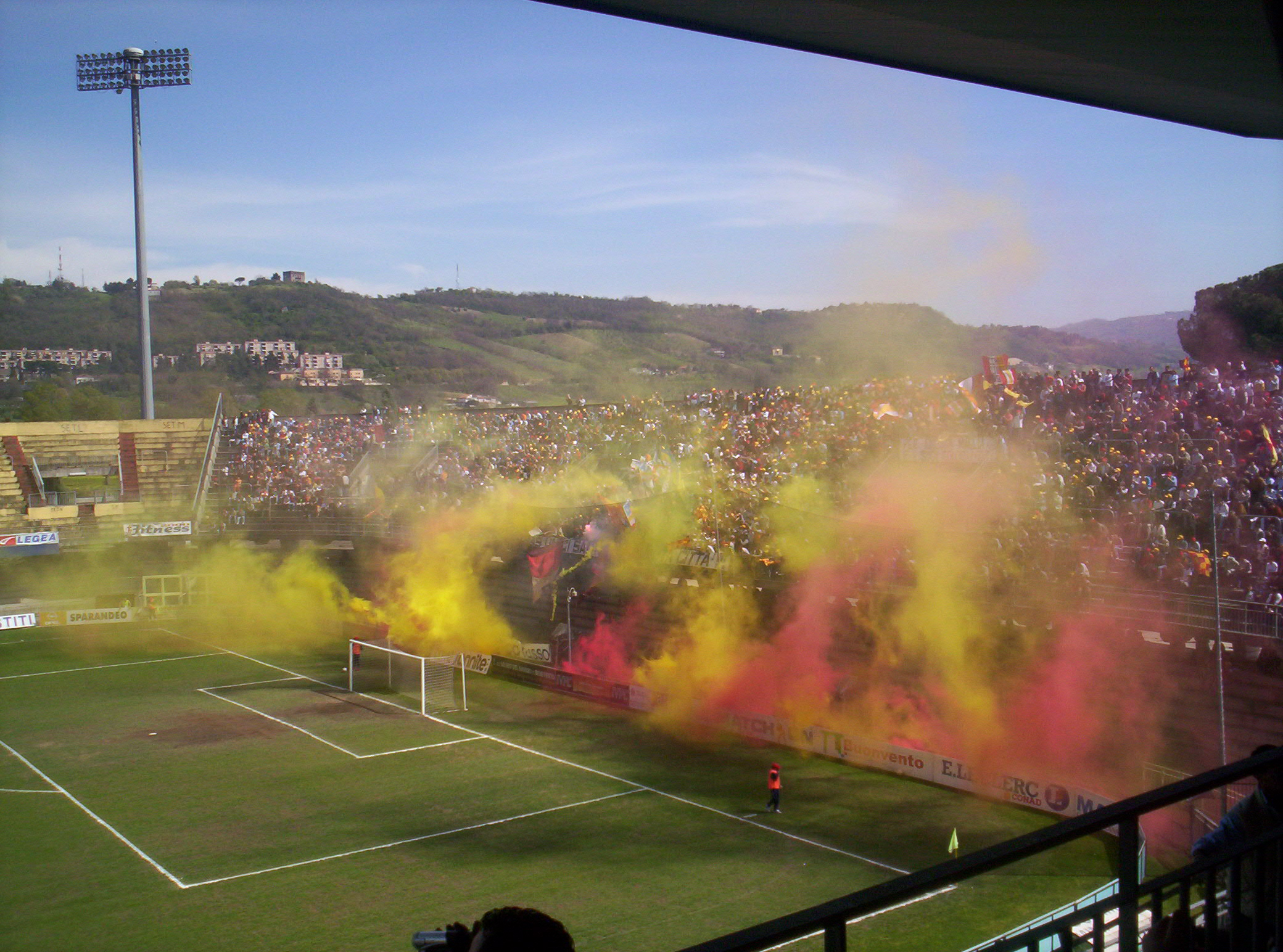
La Curva Sud nel 2006.
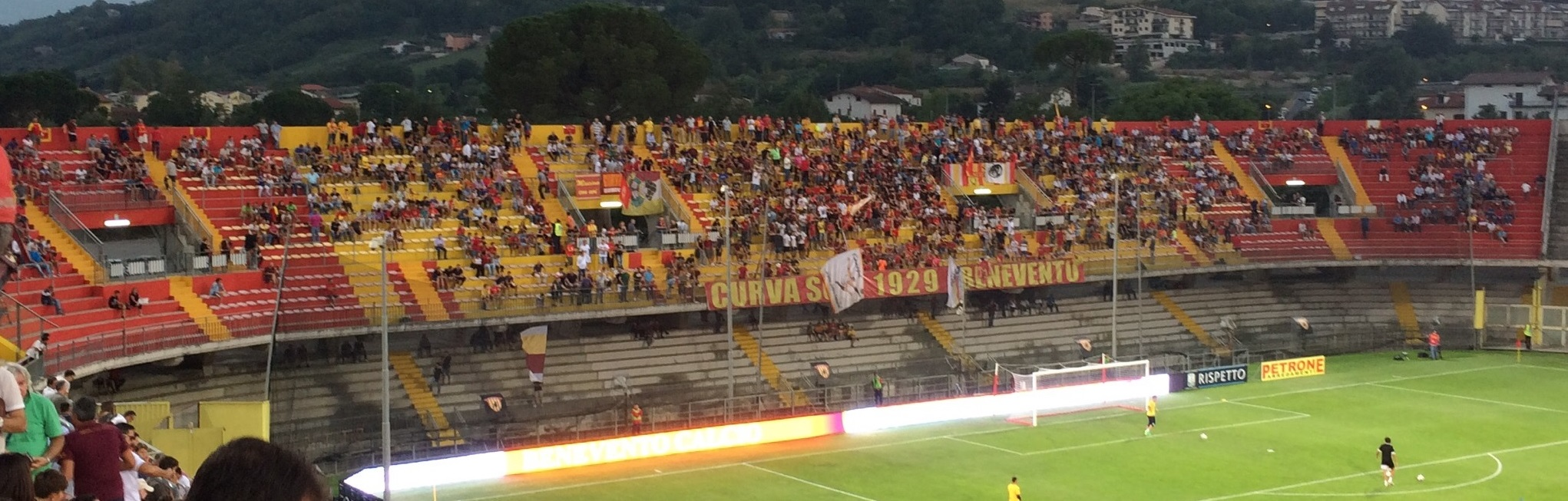
La Curva Sud vista dai distinti (2016).
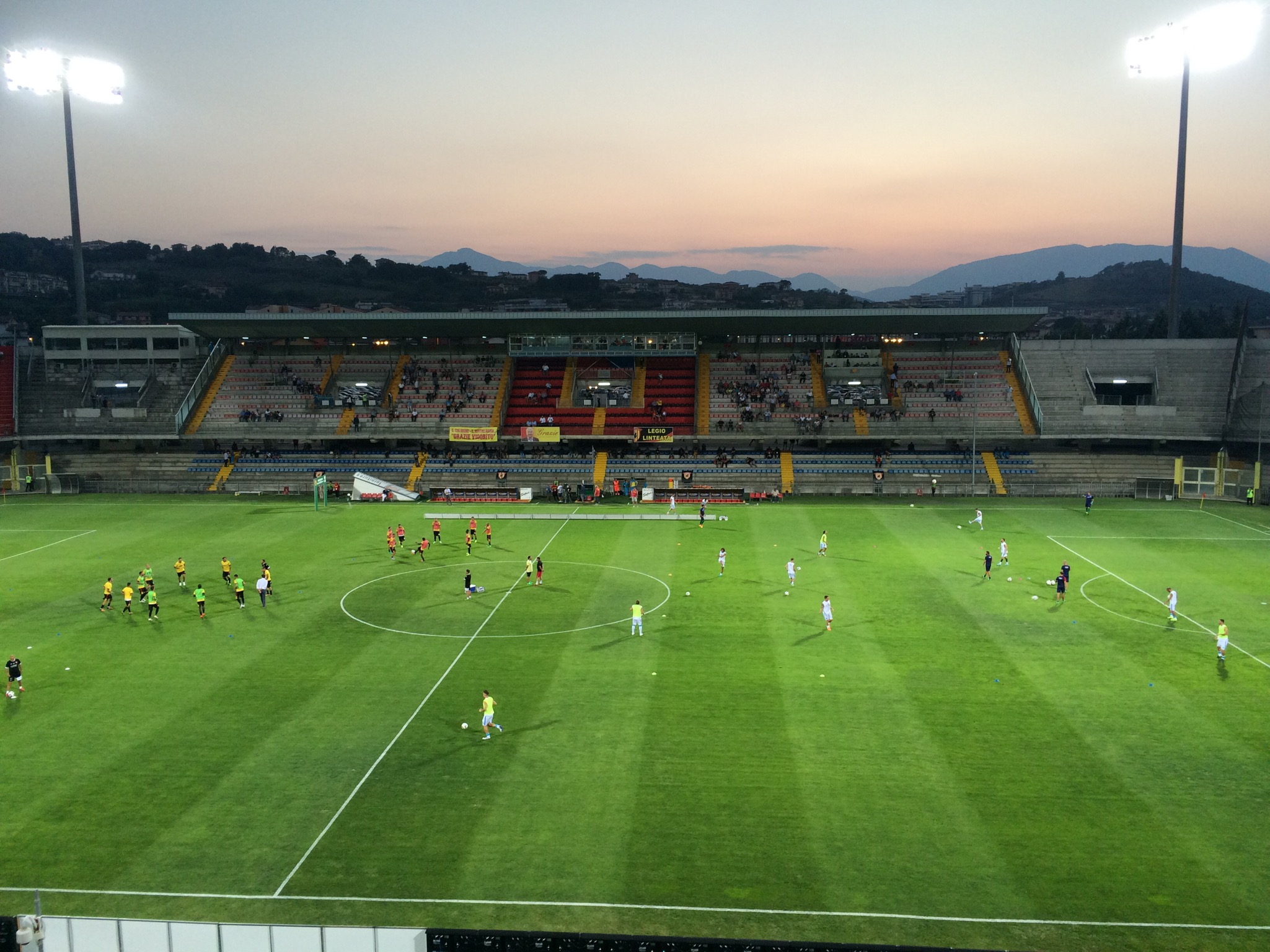
La tribuna (2016).
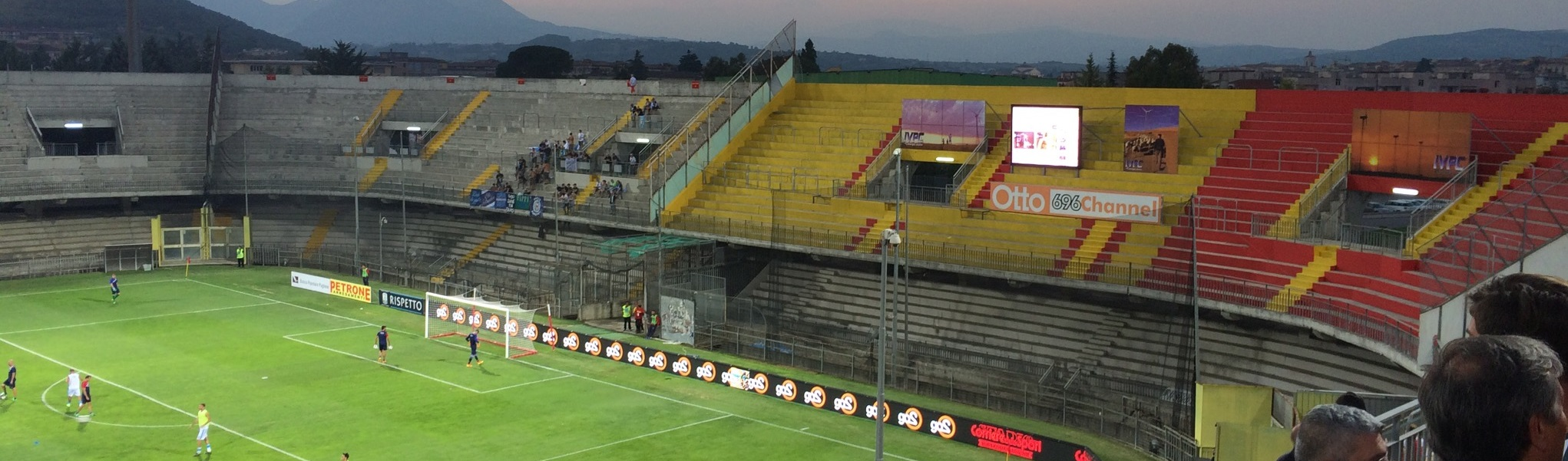
La curva nord (2016).
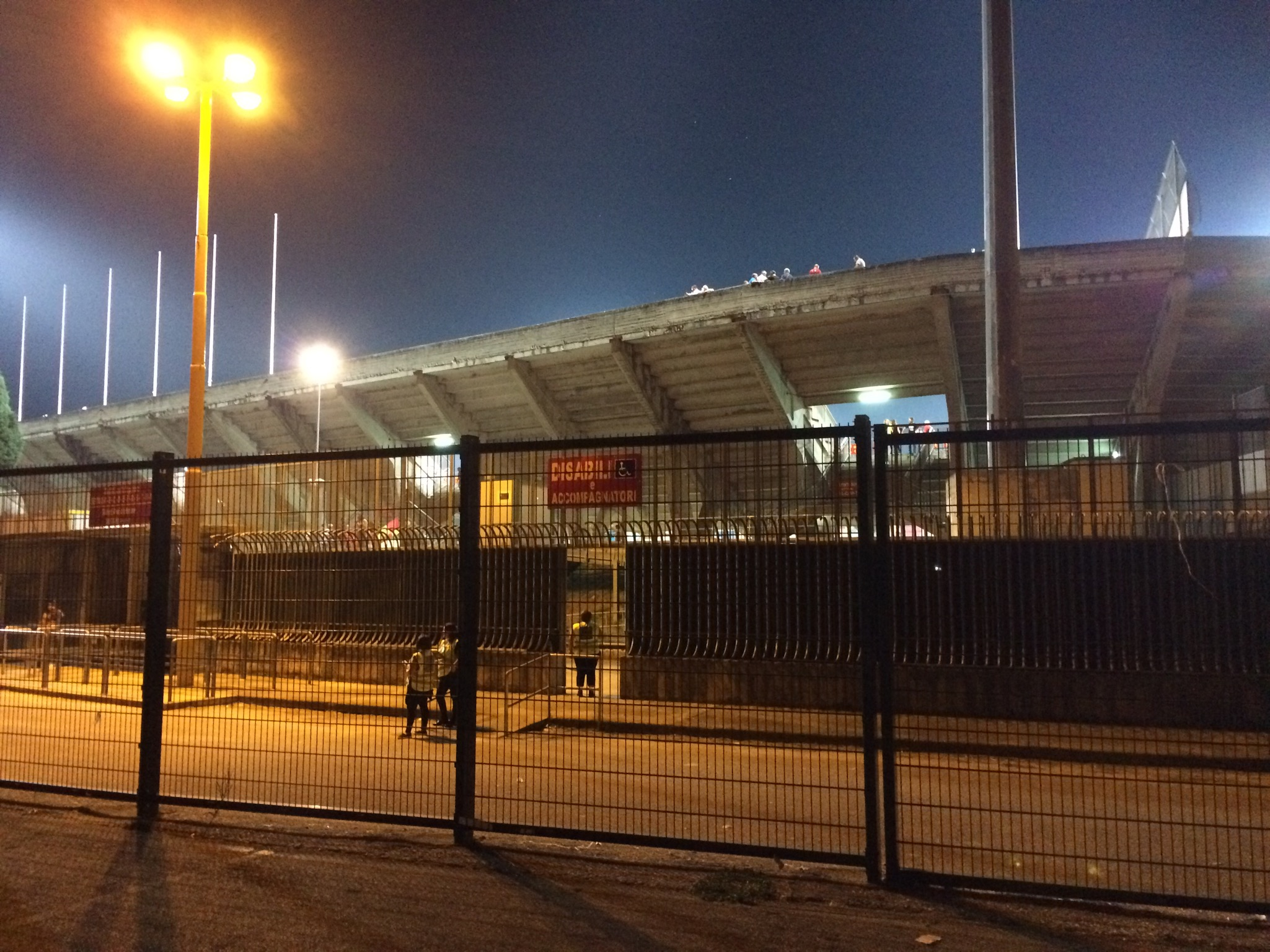
Ingresso del settore distinti (2016).

Sono tutte foto scattate precedentemente alla ristrutturazione del 2017 (per l'approdo del Benevento in Serie A).

## Altri eventi ospitati

### Incontri internazionali di calcio

Il gol di Gianluca Vialli (a destra) nella gara tra Italia e Lussemburgo valevole per le qualificazioni all'europeo Under-21 1986, giocata a Benevento il 17 aprile 1985.

Lo stadio ha ospitato per cinque volte la Nazionale Under-21 di calcio: il 27 ottobre 1982 la partita Italia-Romania 2-0, il 17 aprile 1985 l'incontro Italia-Lussemburgo 5-1, il 1º maggio 1997 la sfida Italia-Polonia 1-1, il 17 novembre 1998 l'amichevole Italia-Spagna 0-0 e il 30 marzo 2015 l'amichevole Italia-Serbia 0-1. Nel 2019 l'impianto ha ospitato alcune partite di calcio, tra cui la finale del torneo femminile, della XXX Universiade e diversi incontri della nazionale femminile italiana: nel 1979 contro la Norvegia, nel 1996 contro la Germania, nel 2004 contro la Svezia e nel 2019 contro la Georgia.

### Manifestazioni calcistiche benefiche
Il 29 novembre 2008, l'impianto beneventano ha ospitato una partita tra squadre composte da parlamentari e cantanti italiani, il cui incasso è stato devoluto in beneficenza.

### Incontri di rugby
Si sono svolte al Vigorito anche due incontri della nazionale italiana di rugby (il primo il 22 dicembre 1979 contro il Marocco e terminato con la vittoria degli Azzurri con il punteggio di 34 a 6 e l'ultimo il 18 novembre 2000 contro la Romania e terminato anche in questo caso con la vittoria degli Azzurri con il punteggio di 37 a 17, nonché alcune gare della nazionale italiana under-20 valide per il Sei Nazioni di categoria under 20.

### Manifestazioni extra-sportive
Oltre agli eventi sportivi, lo stadio di via Santa Colomba ha ospitato manifestazioni non ludiche ad alto afflusso di pubblico, tra le quali un'udienza di papa Giovanni Paolo II il 2 luglio 1990 e vari giuramenti di reclute delle forze armate italiane (quali quelle del III Scaglione 1988 dell'89º Battaglione Fanteria "Salerno", il 21 maggio 1988).
È stato, altresì, utilizzato come struttura per concerti (a titolo d'esempio, il cantante Vasco Rossi vi si è esibito nel 1985, nel 1989 e infine nel 1999) e per altre manifestazioni culturali.